# 天紀四
武仙座59，又名BD+33 2817，HD 154029、SAO 65736、HR 6332，是武仙座的一颗恒星，视星等为5.25，位于銀經56.13，銀緯36.45，其B1900.0坐标为赤經16h 57m 54.8s，赤緯+33° 36.45′ 46″。